# Глухая палатальная аффриката
Глуха́я палата́льная аффрика́та — один из согласных звуков, встречающийся в ряде языков мира, распространённых в основном в регионах Центральной и Южной Азии, прежде всего на территории Индии.
В Международном фонетическом алфавите (МФА) обозначается знаком c͡ç или c͜ç, в системе X-SAMPA — c_C. Перемычка или знак связи между двумя символами может опускаться: cç — в МФА, cC — в X-SAMPA.
Рассматривается как несибилятный эквивалент глухой альвеоло-палатальной аффрикаты [tɕ].
Так же, как и звонкий вариант палатальной аффрикаты (ɟʝ), глухой c͡ç чаще всего встречается в языках сино-тибетской семьи, в индоарийских и дравидийских языках, а также в австроазиатских языках ветви мунда. В европейских языках c͡ç встречается редко. На территории Европы он представлен, в частности, в венгерском, колтта-саамском, коми-зырянском и македонском языках, а также в литературной форме албанского языка и лежащем в её основе тоскском диалекте.
Аспирированный вариант cçʰ сравнительно широко представлен в сино-тибетских и индоарийских языках.

## Характеристика
Глухая палатальная аффриката выделяется следующими характеристиками:
- по способу образования: аффриката (сочетание взрывного c и фрикативного ç) — образуется при раскрытии смычки (затвора) во время прохождения воздушной струи по речевому тракту (взрывная фаза), при этом артикулирующие органы раскрываются не полностью и между ними сохраняется некоторое сужение (щелевая шипящая фаза);
- по месту образования: палатальный — образуется при поднятии средней части спинки языка, сближающейся или смыкающейся с твёрдым нёбом;
- по типу фонации: глухой — образуется при разведении голосовых связок, не участвующих в артикуляции;
- по положению мягкого нёба: ртовый — образуется при поднятом мягком нёбе, закрывающем проход воздуха в полость носа;
- по относительной силе шумовых составляющих[англ.]: шумный — образуется при преобладании шумовых составляющих над тоном;
- по месту прохождения воздушной струи: срединный[англ.] — образуется при прохождении воздушной струи вдоль полости рта;
- по способу формирования воздушного потока: пульмонический — образуется на вдохе или выдохе, совершаемом лёгкими.

## Примеры
| язык            | язык                            | слово         | МФА            | значение   | примечание |
| --------------- | ------------------------------- | ------------- | -------------- | ---------- | --- |
| албанский       | литературный                    | qaj           | [c͡çaj]         | «я плачу»  | в некоторых диалектах реализуется как [t͡ʃ], в ряде говоров тоскского диалекта на месте /c͡ç/ произносится [c], см. статью Албанская фонология |
| астурийский     | некоторые западные говоры       | muyyer        | [muˈc͡çeɾ]      | «женщина»  | континуант групп -lj-, -c’l-, pl-, cl- и fl-, в говорах вакейро с бранья в регионе Тинео в Западной Астурии реализуется как в звуке [c̺͡ç], так и в звуках [c̺͡ʝ] и [ɟ̺͡ʝ], графически записывается как yy |
| венгерский      | венгерский                      | tyúk          | [cçu:k]        | «курица»   | возможно является аллофоном взрывного [c], степень аффрицированности зависит от стиля и темпа речи, а также от позиции в слове: наиболее чётко произносится как аффриката в слогах под ударением и в конце слова, обозначается диграфом ty, см. статью Венгерская фонология |
| каинганг        | каинганг                        | [c͡çɔi̯ɟ]       | [c͡çɔi̯ɟ]        | «журавль»  | возможная реализация фонемы /ç/ в позиции начала слова |
| корейский       | корейский                       | 켜다 / kyeoda | [c͡çɘː.dɐ]      | «включить» | аллофон /kʰ/ перед гласной /i/ или палатальным /j/, см. статью Корейская фонология |
| македонский     | македонский                     | куќа          | [ˈkuc͡ça]       | «дом»      | согласная на месте праславянской *tj (и более старого его рефлекса [ʃt]), обозначается особой графемой ќ, по говорам реализуется также как [ʃt] и [ʃt͡ʃ], В. А. Фридман рассматривает звук на месте ќ как взрывной [c], в речи носителей языка, согласно В. А. Фридману, отмечаются различия в произношении /c/ как индивидуальные, так и локальные, в диапазоне от палатализованного [tʲ] до аффрикат [c͡ç] и [t͡ɕ], см. статью Македонская фонология |
| навахо          | навахо                          | ashkii        | [aʃc͡çiː]       | «мальчик»  | аллофон /kʰ/ перед гласными переднего ряда /i/ и /e/, см. статью Фонология навахо |
| нидерландский   | нидерландский                   | bakje         | [ˈbɑc̠͡ç̠jə]      | «лоточек»  | постпалатальный, аллофон /k/ перед /j/, см. статью Нидерландская фонология |
| норвежский      | центральные и западные диалекты | ikkje         | [ic͡çə]         | «не»       | см. статью Норвежская фонология |
| колтта-саамский | колтта-саамский                 | sääˊmǩiõll    | [ɕa̟ːmʰc͡çjɘhlː] | «сколты»   | |

## Постпалатальная аффриката
Наряду с глухой палатальной аффрикатой c͡ç исследователи отмечают в фонемном инвентаре некоторых языков глухую постпалатальную аффрикату, которая артикулируется несколько дальше назад в сравнении с артикуляцией палатальной аффрикаты, не достигая при этом места артикуляции глухой велярной аффрикаты kx. В Международном фонетическом алфавите (МФА) нет специального символа для обозначения этого согласного. Для того, чтобы уточнить место артикуляции, используются диакритики оттягивания назад (◌̠ ) или продвинутости вперёд (◌̟) для символов cç и kx — c̠͡ç̠, c͡ç˗ и k̟͡x̟. В системе X-SAMPA используются соответствующие им символы c_-_C_- и k_+_x_+.
В упрощённых фонетических транскрипциях глухая постпалатальная аффриката может обозначаться как палатализованная глухая велярная аффриката k͡xʲ или k͜xʲ (в МФА) и k_x' или k_x_j (в X-SAMPA).